# Paleis van Karel van Lotharingen

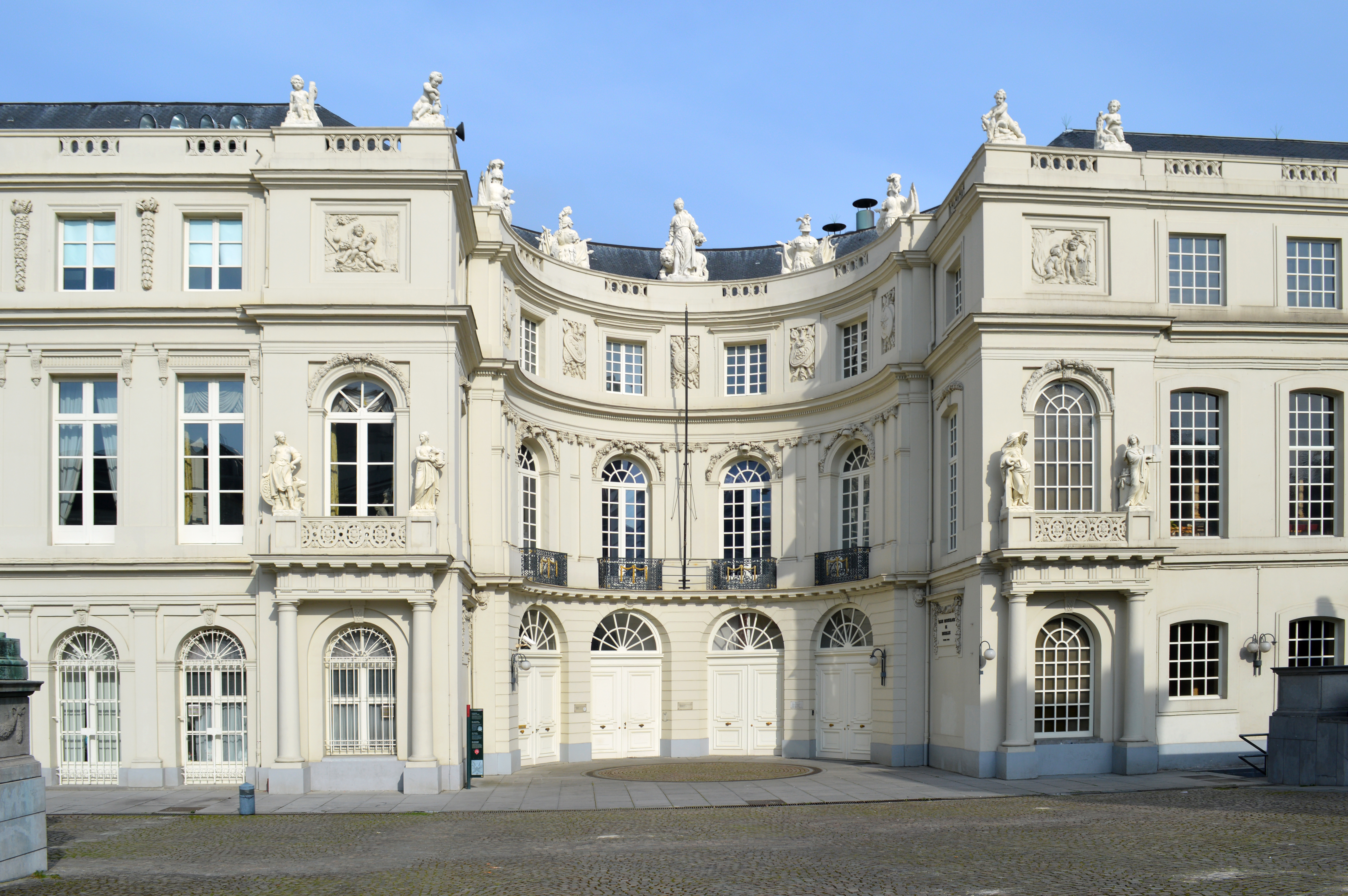
Het paleis.

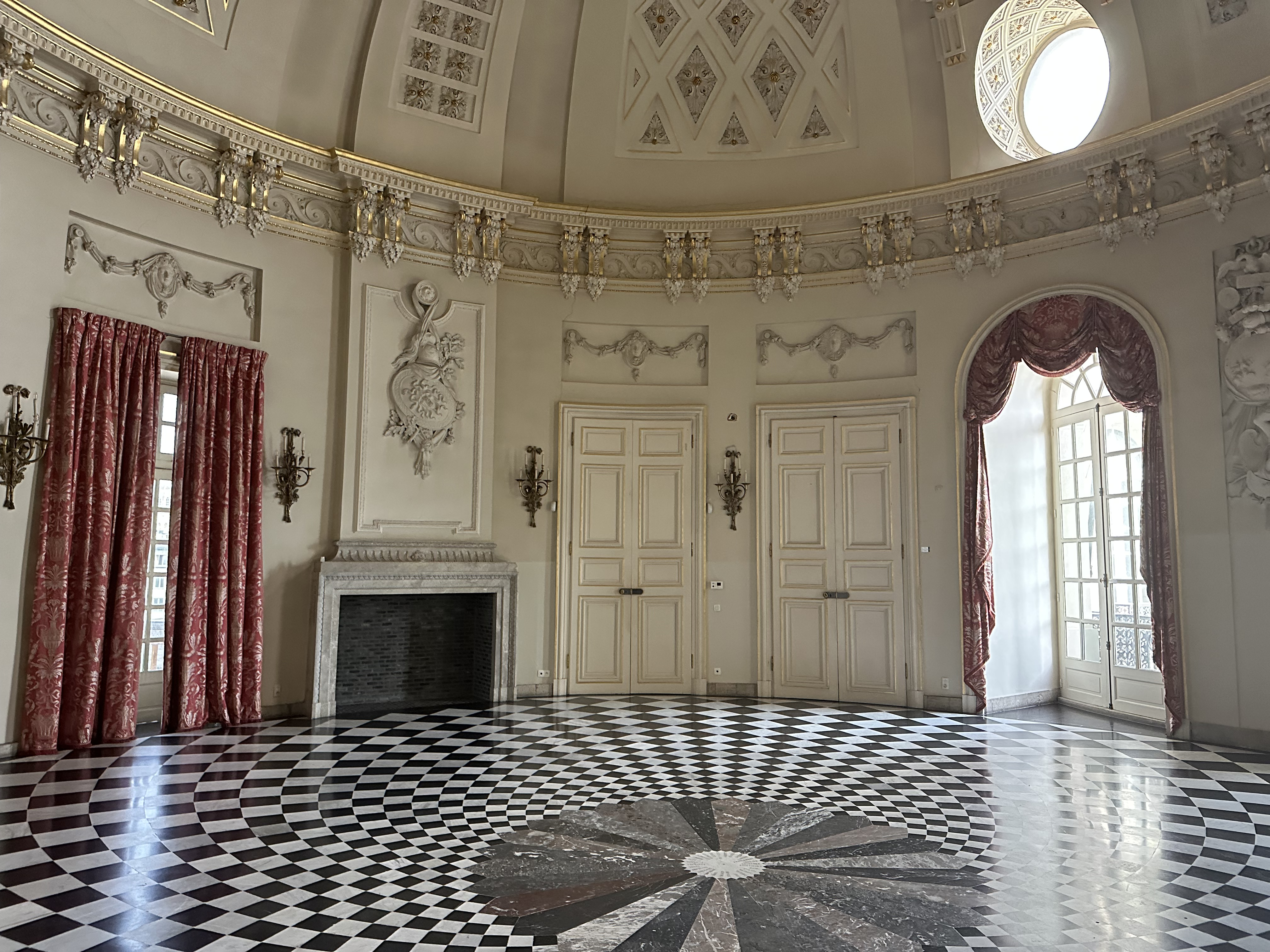
Rotonde in Italiaanse stijl met rozet van 28 soorten Belgisch marmer.

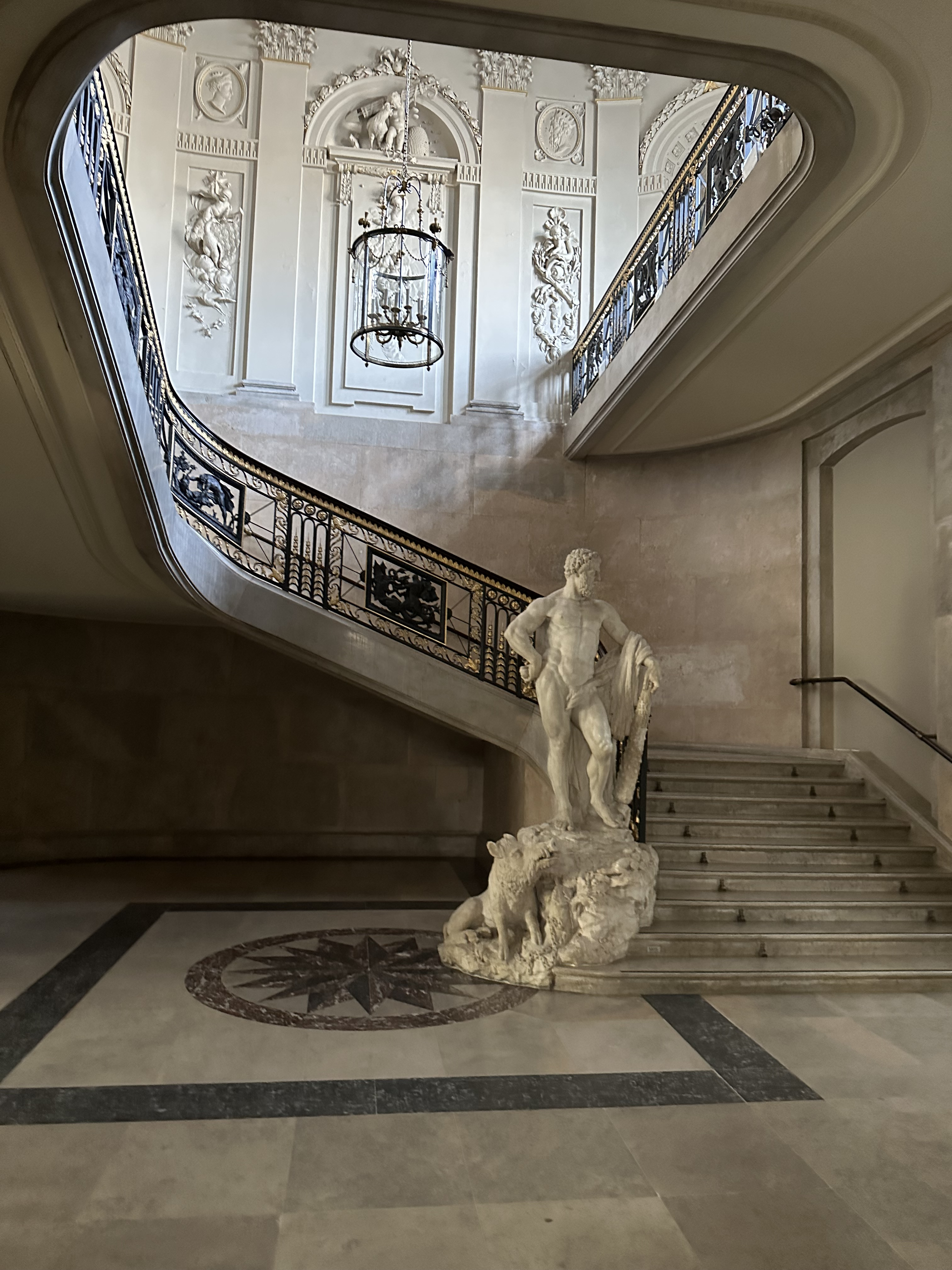
Trappenhuis

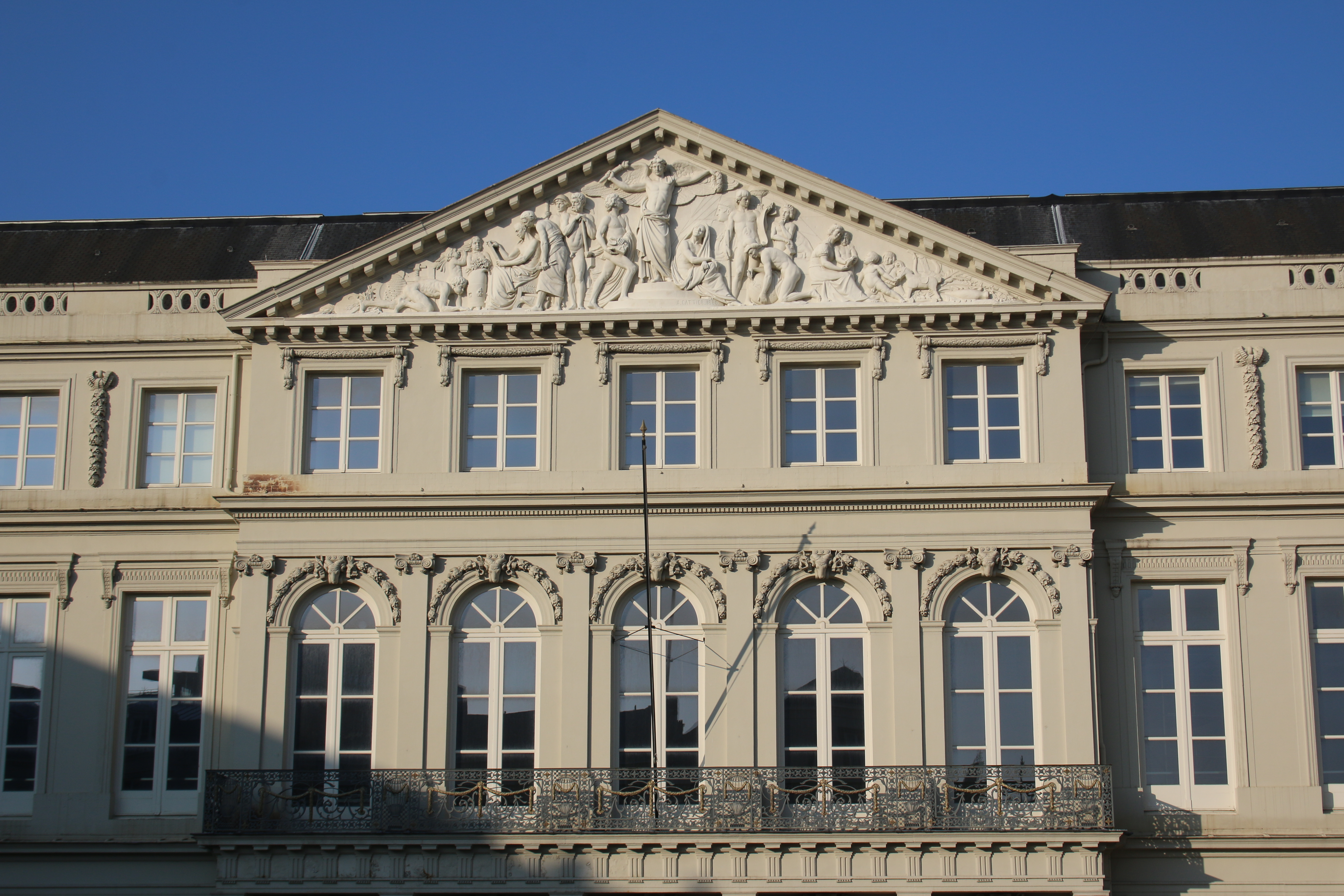

Het Paleis van Karel van Lorreinen was de residentie in Brussel van Karel van Lotharingen, ook Karel van Lorreinen genoemd. Karel was van 1744 tot 1780 gouverneur-generaal van de Oostenrijkse Nederlanden.
Het paleis ligt aan het Museumplein 1 in de bovenstad, vlak bij het Koningsplein. De bouw ervan startte in 1757 op de plek waar vroeger het Paleis van Nassau stond, waarvan de Nassaukapel werd behouden.
Het paleis telt vijf zalen waarvan de inrichting herinnert aan de Oostenrijkse Nederlanden en het prinsbisdom Luik in de 18e eeuw. In een rozet op de eerste verdieping zijn 28 soorten Belgisch marmer verwerkt.
Het paleis was een periode gesloten voor renovatiewerken. Het museum is onderdeel geworden van KBR. In 2019 heropende het voor de tentoonstelling The World of Bruegel in Black and White.